# Castianeira gertschi
Castianeira gertschi es una especie de araña araneomorfa del género Castianeira, familia Corinnidae. Fue descrita científicamente por Kaston en 1945.
Habita en los Estados Unidos y Canadá.